# Трофимов, Александр Алексеевич
Алекса́ндр Алексе́евич Трофи́мов (род. 18 марта 1952, Москва) — советский и российский актёр театра и кино, заслуженный артист России (1992), народный артист России (2013), актёр Московского театра на Таганке с 1974 года.

## Биография
Александр Трофимов родился в семье, которая никак не была связана с театром. Его отец работал слесарем и токарем в Доме оборонной промышленности в Москве, а мать — целиком и полностью посвятила себя воспитанию Александра и его старшей сестры Нины (род. в 1947 г.). Когда Александру исполнилось пятнадцать лет, его мать умерла, а тремя годами раньше ушёл из жизни его отец. В юности Трофимов писал стихи, пытался сочинять музыку, самостоятельно освоил двенадцатиструнную гитару, хотя не имел музыкального образования и не знал нотной грамоты. В 1968 году, по совету родственников, Александр после окончания восьмого класса ушёл из школы и поступил в техникум электронного приборостроения. С 1969 года работал техником сцены офицерского клуба в Краснознамённой военной академии бронетанковых войск имени маршала Малиновского. С 1971 года — руководитель юношеской студии при народном театре шёлкового комбината в Наро-Фоминске. В 1974 году окончил Высшее театральное училище имени Б. В. Щукина и поступил в труппу Театра на Таганке. Этот театр Трофимов выбрал, увидев Владимира Высоцкого в спектакле «Добрый человек из Сезуана». На сцене Театра на Таганке актёр играет уже много лет и был занят в ряде спектаклей. Самой любимой своей ролью называет Иешуа в постановке Юрия Любимова «Мастер и Маргарита». Эту роль артист бессменно исполнял в течение тридцати пяти лет, вплоть до 2012 года. Трофимов не так много снимался в кино, но относится к этому философски. В одном из интервью он высказался на эту тему: «Могло бы быть и больше ролей. Но если этого не происходит, я не рву волосы на себе. Потому что то, что было, это мне, как верблюду, горб мой наполнило на двадцать, сорок пустынь. И я спокойно иду по дюнам и просто смотрю на всё это, чуть-чуть сверху, потому что я большого роста».
В своей кинокарьере основным режиссёром считает Михаила Швейцера, у которого снялся в трёх картинах — «Маленькие трагедии», «Мёртвые души» и «Крейцерова соната». Тем не менее наибольшую популярность ему принесла роль кардинала Ришельё в трёхсерийном музыкальном фильме «Д’Артаньян и три мушкетёра», хотя изначально он должен был играть в этой картине графа Рошфора, а затем ему предложили эпизодическую роль английского фанатика Фельтона. На роль Ришельё режиссёр Георгий Юнгвальд-Хилькевич искал более возрастного актёра. Во-первых, сам образ французского кардинала был крайне неоднозначным и невероятно сложным. Во-вторых, по книге кардиналу было около сорока лет. Но когда Юнгвальд-Хилькевич увидел пробы Александра Трофимова, он без раздумий утвердил молодого актёра на роль Ришельё. Озвучить роль он доверил Михаилу Козакову, объясняя это следующим: «У Трофимова голос был тяжёлый, манера говорить тягучая. А тут был нужен светский человек, раздражительный и самодостаточный. Трофимов в жизни немного заикается. В озвучивании, как и при пении, такие люди, как правило, заикаться перестают. Но в Трофимове не было этой светской наглости. А вот Миша Козаков всё это блестяще проделал своим голосом. Мне было важно, чтобы эта мрачная высокая фигура разговаривала именно так». Впрочем, Александр Трофимов в этой картине самостоятельно исполнил песню в дуэте с Алисой Фрейндлих.
Вениамин Смехов в своей книге «Театр моей памяти» написал о своём коллеге так: «Саша Трофимов — очень длинный и демонический Ришельё. Меня роднила с ним причастность и к более основательному семейству — любимовскому Театру на Таганке. Во время съёмок, в Одессе, мы гуляли с ним от гостиницы „Аркадия“ к морю и много друг другу рассказали о предыдущей жизни. Саша — человек закрытый и болезненно гордый, так мне казалось до этих съёмок. Он открылся тонко чувствующим и поэтическим человеком, со множеством комплексов и сомнений. А кардинала сыграл и остро, и умно, и иронично».
В 1981 году в возрасте 29 лет Трофимов перенёс внутримозговое кровоизлияние, вследствие чего врачам пришлось сделать актёру трепанацию черепа и предложить ему оформить инвалидность. Трофимов сумел восстановить здоровье и продолжить актёрскую карьеру.
В октябре 2017 года исполнил главную роль в спектакле «Старик» (на основе пьесы Максима Горького; режиссёр — Анна Потапова) на сцене Псковского театра драмы
В январе 2019 года Трофимов сыграл роль Незнакомца в спектакле Театра на Таганке «Эффект Гофмана» (реж. Яна Тумина), а в сентябре 2020 года на сцене того же театра — роль Мороза в спектакле Дениса Азарова «Снегурочка».
Трофимов почти всегда отказывается от интервью, не считая нужным рассказывать только лишь о былых работах. Накануне своего 70-летия артист сделал заявление: «Когда-то Театр на Таганке был для меня родным домом. Теперь это дом чужой, я редко в нём бываю, раз в месяц, иногда — реже. Удивительное чувство: та же сцена, те же гримёрные, а всё чужое. За исключением двух—трёх артистов, в основном —— незнакомые люди. Много новых лиц. В труппе — сто с лишним человек. Специально я не отстранялся и был бы рад работать. Но очень мало работаю. Так получилось в силу тех или иных обстоятельств. После того, как в театре сменилось руководство (в 2015 году директором „Таганки“ стала актриса Ирина Апексимова) было несколько предложений, не очень мне интересных». Поскольку спектакль «Эффект Гофмана» был довольно быстро снят с репертуара, Александр Трофимов занят лишь в одном спектакле театра — «Снегурочка».
26 сентября 2024 года был награждён орденом «За заслуги в культуре и искусстве».

## Семья
Сын — Алексей Трофимов (род. 25 сентября 1988 года), в 2009 году окончил Театральный институт имени Бориса Щукина (курс Г. П. Сазоновой), с 2012 года — актёр Театра имени Моссовета.
Двое внуков

## Творчество

### Роли вТеатре на Таганке
- 1977 — Мастер и Маргарита — Иешуа (эту роль А. Трофимов играл с 1977 по 2012 год[5])
- 2020 — Снегурочка — Мороз[20]

### Архивные[уточнить]спектакли Театра на Таганке
- 1970 — Что делать? — Александр Матвеевич Рахметов
- 1979 — Преступление и наказание — Раскольников
- 1981 — Ревизская сказка — Гоголь
- 1988 — Борис Годунов — Пимен, позднее — Патриарх
- 1989 — Владимир Высоцкий
- 1993 — Живаго (доктор) — Стрельников
- 1995 — Медея — Ясон, царь Фессалийский
- 2002 — Фауст — Фауст старый[26]
- 2000 — Хроники — Король Ричард, Сеффолк
- 2009 — Арабески — Отец Гоголя, Афанасий Иванович[26]
- 2019 — Эффект Гофмана — Незнакомец[5][26]

### Псковский театр драмы
- 2017 — Старик — Старик[17][18]

### Фильмография
- 1977 — Доходное место (телеспектакль) — Василий Николаевич Жадов
- 1978 — Д’Артаньян и три мушкетёра — Кардинал Ришельё (озвучивал Михаил Козаков)
- 1979 — Маленькие трагедии — Вальсингам
- 1981 — Женщина в белом — сицилиец Песка
- 1983 — Ромео и Джульетта (фильм-спектакль) — брат Лоренцо
- 1984 — Мёртвые души — Гоголь
- 1987 — Крейцерова соната — спутник Позднышева
- 1987 — Питер Пэн — капитан Крюк
- 1987 — Странник — Беллинсгаузен и Головин
- 1989 — Посвящённый — Фролов
- 1990 — Гамбринус — Студент
- 1990 — Самоубийца — Аристарх Домникович
- 1991 — Коктейль-мираж
- 1991 — Женщина: вариант судьбы — режиссёр
- 1991 — Мёртвые без погребения, или Охота на крыс
- 1991 — Опознание — главная роль
- 1991 — Откровение Иоанна Первопечатника — Сильвестр
- 1991 — Постарайся быть кратким (короткометражный)
- 1993 — Скандал в нашем Клошгороде — эпизод
- 1999 — Борис Годунов (телеспектакль) — Патриарх
- 2006 — Завещание Ленина — отец Тихон
- 2008 — Русичи — Чёрный кудесник
- 2011 — Треск — Циолковский
- 2014 — На дне — Барон

## Награды и звания
- Орден «За заслуги в культуре и искусстве» (11 апреля 2024 года) — за большой вклад в развитие отечественной культуры и искусства, многолетнюю плодотворную деятельность[27].
- Народный артист Российской Федерации (8 апреля 2013 года) — за большие заслуги в области кинематографического, музыкального, театрального и хореографического искусства[2].
- Заслуженный артист Российской Федерации (6 мая 1992 года) — за заслуги в области искусства[1].